# Prionus howdeni
Prionus howdeni är en skalbaggsart som beskrevs av Chemsak 1979. Prionus howdeni ingår i släktet Prionus och familjen långhorningar. Inga underarter finns listade i Catalogue of Life.